# Домбрувка-Тчевська
Домбрувка-Тчевська (пол. Dąbrówka Tczewska, нім. Damerau) — село в Польщі, у гміні Тчев Тчевського повіту Поморського воєводства.
Населення — 422 особи (2011).
У 1975-1998 роках село належало до Гданського воєводства.

## Демографія
Демографічна структура станом на 31 березня 2011 року:
|          | Загалом | Допрацездатний вік | Працездатний вік | Постпрацездатний вік |
| -------- | ------- | ------------------ | ---------------- | -------------------- |
| Чоловіки | 229     | 59                 | 154              | 16                   |
| Жінки    | 193     | 47                 | 116              | 30                   |
| Разом    | 422     | 106                | 270              | 46                   |